# Initiative populaire « contre la vie chère et l'inflation »
L'initiative populaire « contre la vie chère et l'inflation » est une initiative populaire suisse, déclarée nulle par le Parlement le 16 décembre 1977.

## Contenu
L'initiative demande de modifier l'article 31quinquies de la Constitution fédérale pour assurer « un développement de l'économie nationale conforme aux nécessités d'ordre social et aux exigences de la protection de l'environnement » en prévenant en particulier les crises économiques liées au renchérissement et au chômage et en assurant la sécurité de l'emploi et du logement en mettant en place un système économique étatique et planifié basé sur une imposition fortement progressive.
Le texte complet de l'initiative peut être consulté sur le site de la Chancellerie fédérale.

## Déroulement

### Récolte des signatures et dépôt de l'initiative
La récolte des 50 000 signatures nécessaires a débuté le 1er octobre 1974. Le 29 mai de l'année suivante, l'initiative a été déposée à la chancellerie fédérale qui l'a déclarée valide le 16 juin.

### Discussions et recommandations des autorités
Dans son rapport rendu le 20 avril 1977, le Conseil fédéral déclare ne pas voir de rapport intrinsèque entre les trois exigences formulées ainsi qu'entre ces exigences et les moyens proposés au dernier alinéa dont chacun d'entre eux « devraient faire, conformément au principe de l'unité de la matière, l'objet d'une initiative spéciale ».
Dans ce même rapport, le Conseil fédéral rappelle les deux précédents historiques : l'initiative populaire « pour la réduction temporaire des dépenses militaires », première initiative déclarée nulle par le Parlement l'a été à la suite de l'impossibilité pratique de sa réalisation alors que l'initiative populaire « Acquisition de la nationalité suisse Expulsion d'étrangers », qui, elle, regroupait plusieurs objets différents, a été scindée en deux parties et présentée de cette manière à la votation. Il ne compare cependant pas cette initiative avec l'initiative populaire « pour combattre la crise économique et ses effets », déposée en 1934 et d'une teneur équivalente, pour laquelle l'unité de matière n'avait pas été remise en cause.
Cette proposition est acceptée par le Parlement qui déclare ainsi l'initiative nulle le 16 décembre.